# Мімінгське плато
relief 47°19′ пн. ш. 10°59′ сх. д. / 47.317° пн. ш. 10.983° сх. д.
Мімінгське плато (нім. Mieminger Plateau) — це гірська тераса висотою 850—1000 м.н.м. над Верхньою Іннською долиною у австрійській землі Тіроль біля південного підніжжя Мімінгського хребта. Вона охоплює територію муніципалітетів Вільдермімінг, Мімінг, Обштайг and Мец.
Гірська тераса складається з донної морени та гравію, ймовірно часів Вюрмського зледеніння. На півдні тераса обмежена Ахберзьким хребтом (нім. Achbergzug), що утворений так званим «головним доломітом», на іншій стороні якого долина річки Інн.
Плато має розміри бл. 14 км у довжину та до 4 км у ширину. За виключенням ділянок поблизу поселень Тельфс та Мец, воно різко обривається у долину Інн стінами висотою до 200 м, а закінчується на заході на сідловині Хольцляйтен. Від Тельфса через плато до сідловини прокладено досить важливе Мімінгське шосе (В189), яке продовжується далі під іншим номером до Гургльталя та перевалу Ферн і далі до Аугсбургу. Ці транзитні шляхи від Тельфса та Меца ймовірно використовувались ще з давньоримських часів (Дорога Клавдія Августа), про що свідчить недатована віха (верстовий стовп) поблизу Хольцляйтена.
Регіон характеризується дрібним поділом на поля і пасовиська, які чергуються з модриновими луками та відкритими лісами. На плато розгорнута мережа різноманітних пішохідних та велосипедних маршрутів, а взимку маршрутів для лижних перегонів, і воно є популярним місцем відпочинку.
Вигадане селище «Sonnenstein» у ТБ-серіалі «Bergdoktor» («Гірський лікар») розташоване на плато.

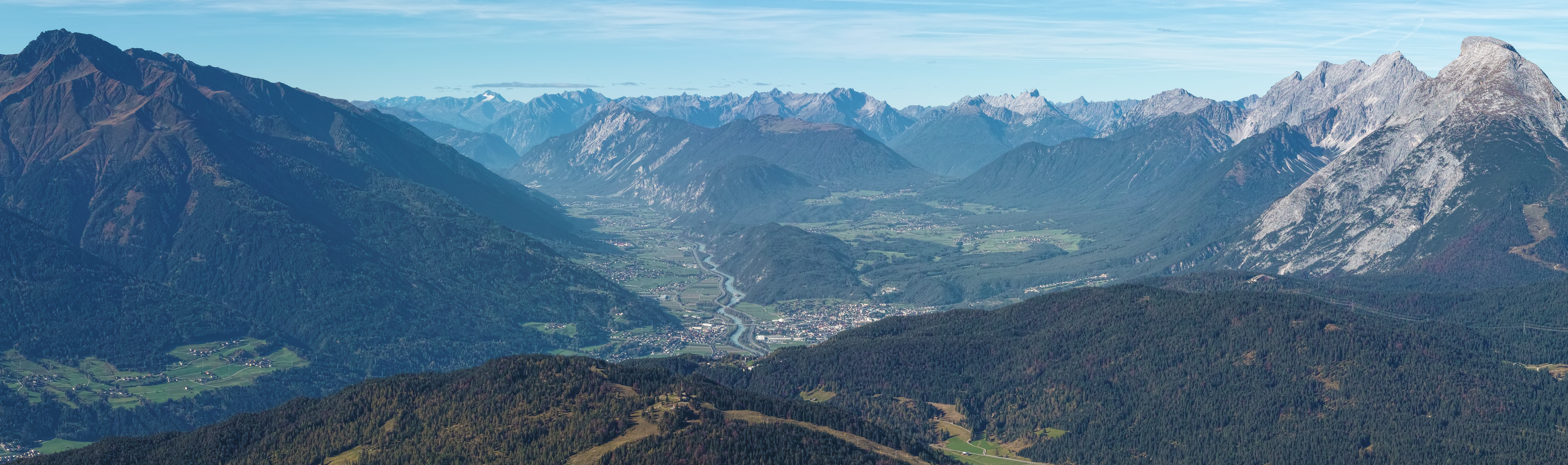
Вид зі сходу на Верхню Іннську долину та Мімінгське плато між Північними Селлрайнськими горами (Штубайські Альпи, зліва) та Мімінгським плато (справа)